# Henrique Gelain
Dom Henrique Gelain (Flores da Cunha, 12 de junho de 1910 — Vacaria, 31 de dezembro de 1993) foi um bispo católico brasileiro.

## Atuação na Diocese de Cajazeiras
Na Diocese de Cajazeiras, onde permaneceu por 4 anos, continuou a construção da nova Catedral, cuja imponente torre de 52 metros de altura é obra exclusiva de sua administração, deixando o prédio da Catedral em fase de acabamento
A sua obra mais importante foi a criação e instalação da Congregação das Irmãs Missionárias Carmelitas, cuja fundação aconteceu no dia 25 de março de 1938.